# Can Batlle (Vidreres)
Can Batlle és un edifici del municipi de Vidreres (Selva) inclòs en l'Inventari del Patrimoni Arquitectònic de Catalunya.

## Descripció
Es tracta d'una masia de planta rectangular, estructurada en dos pisos. La planta baixa, contempla tres obertures, és a dir el gran portal d'accés rectangular, de llinda monolítica de gran mida i muntants de pedra. Flanquejat per dues obertures similars: rectangulars, de llinda monolítica conformant un arc pla, muntants de pedra i ampit treballat. Pel que fa al primer pis o planta noble, aquest recull tres obertures resoltes amb la mateixa tipologia, és a dir, rectangulars, de llinda monolítica conformant un arc pla, muntants de pedra i ampit treballat. Destaca i sobresurt en especial la central, per tres motius: en primer lloc, la mida del qual és sensiblement major. En segon lloc, pel tractament a que s'ha sotmès l'ampit -motllurat amb un fris dentat - i, finalment, per la llinda amb una inscripció que recull la data d'origen de la masia "1635". Cal remarcar que en els laterals hi ha dos elements interessants, un contrafort que serveix per apuntalar i recolzar tota l'estructura i una petita construcció adossada immediatament a la masia, pensada per a desenvolupar segurament les tasques de rebost o magatzem i projectat sobre la base de la mateixa estètica que la masia primigènia. Coberta amb una teulada de vessants a laterals.

## Història
Una de les finestres del primer pis conté, a la llinda, la data de 1635.